# Пестель, Вера Ефремовна
Ве́ра Ефре́мовна Пе́стель (13 мая 1887[…], Москва — 18 ноября 1952[…], Москва) — российская художница, педагог.

## Биография
Училась в Алфёровской гимназии.
В 1900-х годах посещала частную студию французской художницы М. Фалиц, воскресные классы рисования Императорского Строгановского центрального художественно-промышленного училища (1904—1906). В 1906—1907 годах училась в Школе рисования и живописи Константина Юона и Ивана Дудина. В 1909—1911 годах училась в частной студии К. Э. Киша, в 1912—1913 годах — в частной студии Василия Рождественского. Во время поездки во Францию в 1912 году посещала Академию La Pallete А. Ле Факонье и Жана Метценже.
После возвращения из Франции работала в Свободной коллективной мастерской на Остоженке вместе с Владимиром Татлиным.
В 1910-х годах принимала участие почти во всех авангардных выставках.
В начале 1920-х годов работала как художник театра.
В педагогике была сторонником свободного воспитания и максимального выявления способностей ребёнка к самовыражению. Гармонию понимала как средство устранения противоречий между ребёнком и миром. В 1920—1930 годах преподавала в школе «Детское творчество». В 1925—1926 годах разработала программу по изобразительному искусству для школ I и II ступени, в основе которой было «искусство самого ребёнка».
В начале 1930-х годов отошла от художественной жизни.

## Участие в творческих и общественных организациях
- Член общества Супремус (1916—1917)
- Член Молодой (левой) федерации Профессионального союза художников-живописцев Москвы (1917—1918)
- Член объединения «Маковец» (1921—1925)
- Сооснователь (вместе со Львом Жегиным) объединения «Путь живописи» (1926—1930)

### Публикации Веры Пестель
- Пестель Вера. Фрагменты дневника. Воспоминания. «О художественном произведении» // «Амазонки авангарда» / Отв. ред. Г. Ф. Коваленко; Государственный институт искусствознания Министерства культуры РФ. — М.: Наука, 2004. — С. 241—258. — ISBN 5-02-010251-2.

### О Вере Пестель
- Бим-Бад Б. М. Пестель, Вера Ефремовна // Бим-Бад Б. М. Педагогический энциклопедический словарь. — М., 2002. — С. 393.
- Пестель Вера Ефремовна // Валяева М. В. Морфология русской беспредметности. — М.: Виртуальная галерея, 2003. — С. 563. — ISBN 5-98181-001-7.
- Коваленко Г. Ф. Кубизм Веры Пестель // «Амазонки авангарда» / Отв. ред. Г. Ф. Коваленко; Государственный институт искусствознания Министерства культуры РФ. — М.: Наука, 2004. — С. 233—240. — ISBN 5-02-010251-2.